# 鈴木邦彦 (政治家)
鈴木 邦彦（すずき くにひこ、1957年〈昭和32年〉8月13日 - ）は、日本の政治家。東京都多摩市長（1期）、多摩市議会議員（3期）を歴任した。

## 来歴
東京都港区生まれ。1981年法政大学法学部卒業。伊藤公介衆議院議員の秘書を経て、1983年に新自由クラブ公認で多摩市議会議員に初当選。以後、3期連続当選するが、1995年の市議選では落選した。その後は旅行会社役員を経て、1999年市長に初当選を果たすが、2002年2月23日、産業廃棄物処理業者から800万円を受け取った収賄の容疑で逮捕され、3月4日付で市長を引責辞任。10月2日、東京地方裁判所で懲役3年、執行猶予5年、追徴金1200万円の有罪判決が下った。
2009年、第45回衆議院議員総選挙で初当選した民主党の神山洋介衆議院議員（神奈川県第17区選出）の政策担当秘書に就任した。